# 坪頂大湖
坪頂大湖，原稱大湖，是台灣桃園市龜山區的一個傳統地域名稱，位於該區中部偏西北。相較於今日行政區，其範圍大致為大崗里北部不含最北端、大華里西北部，大湖里、公西里憲兵學校附近地區。

## 歷史
台灣清治末期至日治前期，坪頂大湖地區為一街庄，稱為「大湖庄」，隸屬於桃澗堡。該庄北與苦苓林庄為鄰，東與菜公堂庄為鄰，南邊為楓樹坑庄、下湖庄，西邊為南崁頂庄。
1901年（日治明治三十四年）11月，全台廢縣廳改設二十廳，該庄隸屬於桃仔園廳。1903年（明治三十六年），改名桃園廳。1909年（明治四十二年）10月，合併二十廳為十二廳，該庄隸屬不變。1920年（大正九年），該庄改制並改名為「坪頂大湖」大字，隸屬於新竹州桃園郡龜山庄。
戰後龜山庄改制為龜山鄉，隸屬於新竹縣，大字亦改制為村。1950年桃、竹、苗分治，龜山鄉改隸屬於桃園縣。2014年12月桃園縣升格為直轄桃園市，龜山鄉改制為龜山區。

## 交通
市道105號（忠義路二段）是八里至龜山的道路，大致以東北—西南走向轉縱向再轉北北東—南南西走向經過坪頂大湖地區東南部。由該道路向東北轉北北西再轉東北可前往林口、八里並止於省道台15線路口，向南南西可前往坪頂下湖、楓樹坑地區南部並止於省道台1線路口。
區道桃6線（大坑路三段、大湖一路106巷、大湖一路）是大竹至龜山大湖的道路，其東側端點位於本地區北部偏北的忠義路二段路口。由此向西南西轉西再轉西北西出境後，可前往大庄仔、大坑、南崁、大竹聚落並止於市道110號路口。
區道桃11線（頂湖一街、忠義路二段351巷、新興街241巷、樹人路）是西勢湖至桃園的道路，大致以南南東—北北西走向到達本地區南邊邊界，轉東北東—西南西走向沿南部邊界地帶而行，其後離開邊界。由該道路向南南東至台地邊緣蜿蜒下坡可前往舊路坑中部並止於區道桃7線路口；向西南可前往水汴頭後轉南再轉西南蜿蜒而行，可前往大檜溪、小檜溪地區南部、桃園市中心並止於市道110號路口。

## 學校
- 中央警察大學
- 大崗國小
- 大湖國小

## 廟宇
- 坪頂大湖福德宮（土地祠）